# Шер-Вожпал
Шер-Вожпа́л або Шер-Вож-Пал або Шервож́ (рос. Шер-Вожпал, Шер-Вож-Пал, Шервож) — річка в Республіці Комі, Росія, права твірна річки Палью, лівої притоки річки Ілич, правої притоки річки Печора. Протікає територією Троїцько-Печорського району.
Річка протікає на південь, північний захід, південний захід, північний захід, захід, північний захід та захід.
По правому березі простяглось болото Шервожнюр.
Притоки:
- ліва — без назви (довжина 12 км[1])